# نیک دریبرگن
نیک دریبرگن (به انگلیسی: Nick Driebergen) (زادهٔ ۱۹ اوت ۱۹۸۷ ‏(۳۷ سال)) شناگر اهل هلند است.